# Linux console
La Linux console è la console del kernel Linux. Il pacchetto Linux Console Tools contiene delle utility come setfont o setleds.